# Rushbrooke
Rushbrooke – wieś w Anglii, w Suffolk, w dystrykcie West Suffolk, w civil parish Rushbrooke with Rougham. W 1961 roku civil parish liczyła 58 mieszkańców. Rushbrooke jest wspomniana w Domesday Book (1086) jako Rycebroc.